# 요한 할보르센

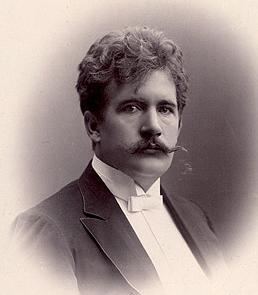

요한 할보르센(Johan Halvorsen, 1864년 3월 15일 ~ 1935년 12월 4일)은 노르웨이의 작곡가, 지휘자, 바이올리니스트였다.
드람멘에서 태어난 그는 아주 어릴 때부터 뛰어난 바이올리니스트였으며 노르웨이 음악계에서 두드러진 인물이 되었다. 그는 크리스티아니아(지금의 오슬로)와 스톡홀름에서 음악 교육을 받았고, 라이프치히 게반트하우스 관현악단에 합류하기 전에는 베르겐에서 악장이었다. 그는 애버딘 에서 악장을 지냈고, 헬싱키에서 음악 교수로 재직했으며, 마침내 상트페테르부르크, 라이프치히, 베를린, 리에주에서 다시 한 번 학생이 되었다.
1893년 노르웨이 로 돌아온 그는 베르겐에 있는 극장 관현악단과 베르겐 필하모닉 오케스트라의 지휘자로 일했다. 1885년 베르겐 필하모닉 악장, 1893년 수석지휘자가 되었다. 1899년에 그는 크리스티아니아에 새로 문을 연 국립 극장의 오케스트라 지휘자로 임명되어 1929년 은퇴할 때까지 30년 동안 그 직책을 맡았다.
연극 음악뿐만 아니라 할보르센은 30개 이상의 오페라 공연을 지휘했으며 30개 이상의 연극 부수 음악 도 작곡했다. 극장에서 은퇴한 후 마침내 그는 세 개의 교향곡과 두 개의 노르웨이 랩소디 작곡에 집중할 시간을 갖게 되었다.
할보르센의 작곡은 에드바르 그리그가 예시한 민족적 낭만주의 전통의 발전이었지만 혁신적인 오케스트레이션, 독특한 스타일로 작곡되었다.